# Бородинський хліб
Бородинський хліб — один із найпоширеніших на території пострадянського простору сортів житнього хліба.
До складу тіста, крім обойного або обдирного житнього борошна, невеликої кількості пшеничного борошна низьких сортів, закваски та солі, входить житній солод, цукор, патока й коріандр. Готується опарним способом з використанням заварки. Може випікатися як подовий, так і формовий хліб.
Точно не відомо, звідки пішла назва бородинського хліба. Існує популярна не підтверджена джерелами легенда про те, що бородинський хліб вперше був спечений монахинями жіночого Спасо-Бородинського монастиря, заснованого на місці Бородинської битви (звідси і назва) вдовою генерала Олександра Тучкова. Згідно з легендою, біля монастиря була побудована своя пекарня, де вперше був розроблений рецепт поминального хліба — чорний, з коріандром або кмином як символом картечі.
Сучасна рецептура бородинського хліба була розроблена в 1933 році Московським трестом хлібопечення; згідно з цією рецептурою одним із інгредієнтів хліба був коріандр. В основних літературних джерелах про хлібопечення кінця XIX — початку XX століття згадок про хліб з такою назвою немає, тому можливо, що назва хліба з'явилася разом із його сучасною рецептурою. Тим не менш схожі рецепти існували до революції, але замість коріандру в них містився кмин.